# Columbus Day

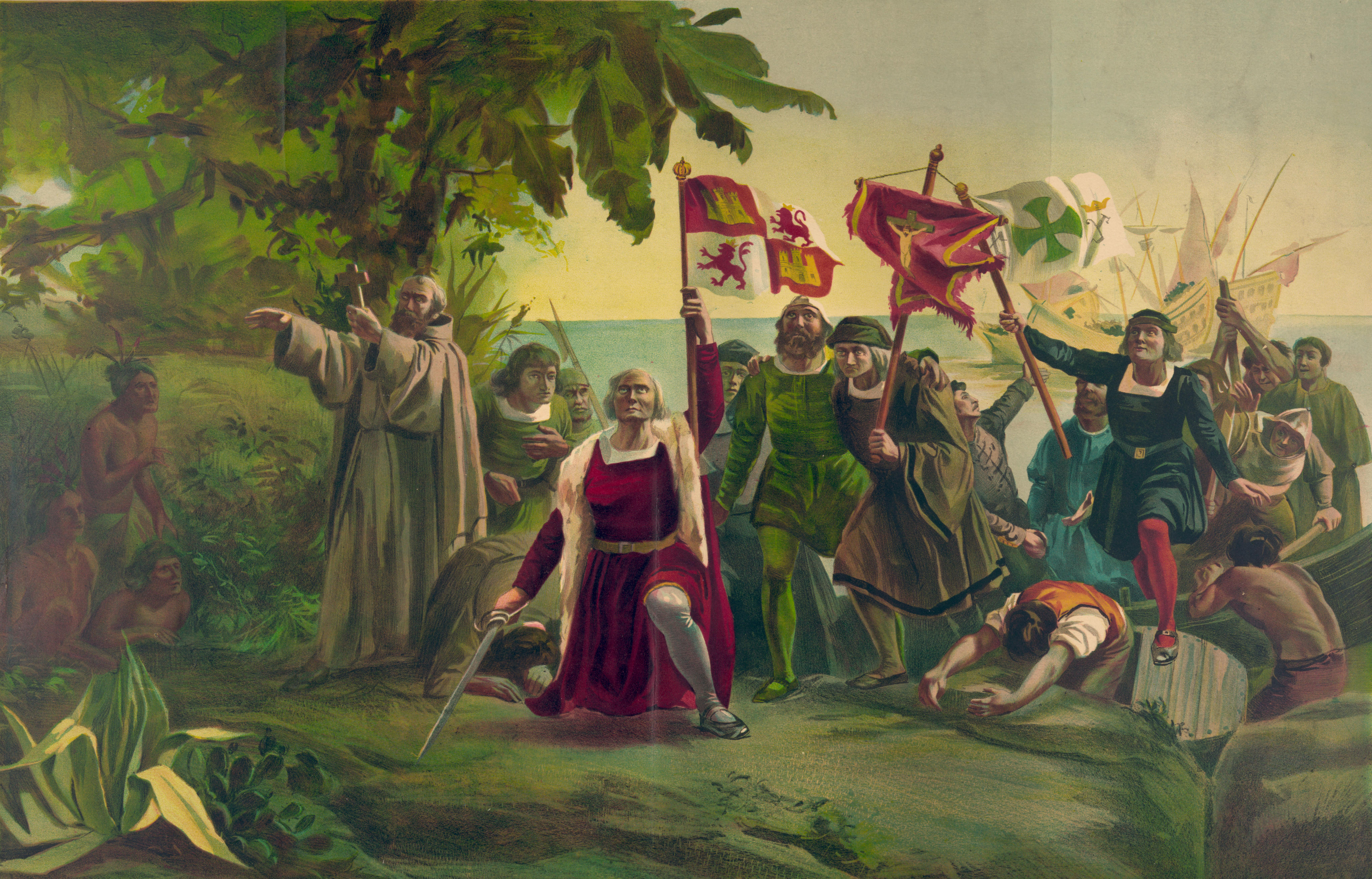
Pierwsze lądowanie (1492) Kolumba u wybrzeży Nowego Świata na San Salvador.

Columbus Day (Dzień Kolumba) – święto obchodzone pod różnymi nazwami w państwach obu Ameryk oraz Hiszpanii, upamiętniające dopłynięcie do Ameryki przez Krzysztofa Kolumba (12 października 1492). Tradycyjnie obchodzone jest 12 października, natomiast w USA w drugi poniedziałek października. W niewielu miejscach uroczystość nosi już nazwę „Dzień Kolumba”, współczesne nazwy święta w poszczególnych krajach odwołują się przede wszystkim do wielokulturowości lub są świętem poświęconym rdzennym społecznościom.
Jego nieoficjalne obchody sięgają XVIII wieku, a w większości krajów święto zostało oficjalnie uznane w XX wieku. W wielu miejscach święto było mocno związane z Kościołem katolickim (zwłaszcza z organizacją Rycerze Kolumba). 

## Dzień Kolumba w Stanach Zjednoczonych
Pierwsze obchody Dnia Kolumba odbyły się 12 października 1792 roku, kiedy Columbian Order z Nowego Jorku, lepiej znany jako Tammany Hall, zorganizował wydarzenie upamiętniające 300. rocznicę historycznego lądowania Kolumba w Ameryce. Od 12 października 1866 roku Dzień Kolumba obchodzony jest przez Amerykanów włoskiego pochodzenia jako święto ich dziedzictwa (nie upamiętnienie samego Kolumba). W 1892 roku, w 400. rocznicę podróży Krzysztofa Kolumba, prezydent Benjamin Harrison ogłosił Dzień Kolumba jednorazowym świętem narodowym, by złagodzić napięcia po linczu z 1891 roku, podczas którego tłum w Nowym Orleanie zamordował 11 osób o włoskich korzeniach. 21 października 1892 roku odbyła z tej okazji parada, która zgromadziła 1,2 mln osób, a rok później, od maja do października 1893 roku, Kolumbijska Wystawa Światowa w Chicago. 
Mimo proklamacji w sprawie ustanowienia święta w 1934 roku, Columbus Day stał się świętem federalnym dopiero w 1971 roku. Tradycyjna data święta przypada również na rocznicę powstania Marynarki Wojennej Stanów Zjednoczonych (założonej 13 października 1775 r.), dlatego też obie okazje są zwyczajowo obchodzone przez Marynarkę Wojenną i Korpus Piechoty Morskiej. Obchody tego święta przypadają na drugi poniedziałek października, co oznacza, że zbiegają się z kanadyjskim Świętem Dziękczynienia.
Pod koniec XX wieku poszczególne stany, hrabstwa i miasta zaczęły rezygnować z uroczystości o nazwie „Columbus Day” na rzecz m.in. Dnia Ludności Rdzennej (Indigenous Peoples' Day, Native American Day) Dnia Dziedzictwa i Kultury Włosko-Amerykańskiej.

## Inne nazwy święta

### Hiszpania
W 1914 r. Hiszpania po raz pierwszy świętowała 12 października jako Fiesta de la Raza Española („Święto Rasy Hiszpańskiej”), by w 1915 r. zmienić tę nazwę na Día de la Raza. W 1918 r. obchody stały się świętem narodowym. W 1958 r. nazwę zmieniono na Fiesta de la Hispanidad („Święto Hiszpańskości”). Obecnie w Hiszpanii świętuje się Fiesta Nacional de España („Święto Narodowe Hiszpanii”). Obchody łączy się dzisiaj z wypadającym tego dnia wspomnieniem Matki Bożej z Pilar, patronki Hiszpanii i osób hiszpańskojęzycznych.

### Ameryka Łacińska
W wielu krajach Ameryki Łacińskiej 12 października obchodzono jako Día de la Raza, w ostatnich latach odchodzi się jednak od tej nazwy.

#### Nazwy święta w poszczególnych krajach
- Argentyna – Día del Respeto a la Diversidad Cultural („Dzień Szacunku dla Różnorodności Kulturowej”)
- Boliwia – Día de la Descolonización („Dzień Dekolonizacji”)
- Chile – Día del Encuentro entre Dos Mundos („Dzień Spotkania Między Dwoma Światami”)
- Dominikana – Día de la Identidad y Diversidad Cultural („Dzień Tożsamości i Różnorodności Kulturowej”)
- Ekwador – Día de la Interculturalidad y la Plurinacionalidad („Dzień Międzykulturowości i Wielonarodowości”)
- Kolumbia – Día de la Diversidad Étnica y Cultural de la Nación Colombiana („Dzień Różnorodności Etnicznej i Kulturowej Narodu Kolumbijskiego”)
- Kostaryka – Día del Encuentro de las Culturas („Dzień Spotkania Kultur”)
- Meksyk – Día de la Nación Pluricultural („Dzień Narodu Wielokulturowego”)
- Peru – Día de los Pueblos Originarios y el Diálogo Intercultural („Dzień Ludności Rdzennej i Dialogu Międzykulturowego”)
- Urugwaj – Día de las Américas („Dzień Ameryk”)
- Wenezuela – Día de la Resistencia Indígena („Dzień Oporu Ludności Rdzennej”)[1]

## Protesty 1992 roku

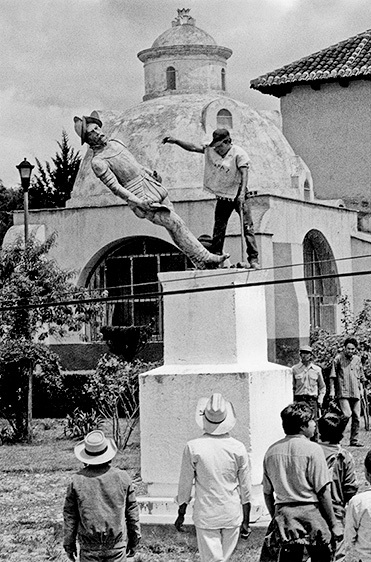
Burzenie pomnika hiszpańskiego konkwistadora Diega de Mazariegosa w San Cristóbal de las Casas w Meksyku 12 października 1992 r.

Kontrowersje w kwestii obchodów Dnia Kolumba i oceny tej postaci historycznej sięgają co najmniej XIX wieku, ale największe protesty towarzyszyły obchodom 500. rocznicy dotarcia Kolumba do Ameryk. Wiele krajów i instytucji szykowało z tej okazji duże obchody. Motywem przewodnim Wystawy Światowej EXPO'92 w Sewilli (1992) w Hiszpanii był „Wiek odkryć”, miała ona w pozytywnym świetle prezentować dokonania Kolumba oraz całą epokę wypraw geograficznych. Tematem Międzynarodowej Wystawy w Genui (1992) był „Krzysztof Kolumb, statek i morze”. 10 października 1992 roku papież Jan Paweł II odwiedził Dominikanę, aby uczcić 500. rocznicę dotarcia Kolumba do Ameryki i przybycia chrześcijaństwa do „Nowego Świata”. W 1984 roku Stany Zjednoczone wyznaczyły Komisję Jubileuszową Pięćsetlecia Krzysztofa Kolumba, aby zorganizowała obchody ku czci Kolumba. Łącznie w ponad 20 krajach, w tym w kilku krajach Ameryki Łacińskiej i Japonii, powołano komisje planujące obchody pięćsetnej rocznicy.
Zapowiadane obchody zostały skrytykowane przez różne środowiska, w tym przez działaczy rdzennych. Wspominano zbrodnie na rdzennej ludności popełnione przez Kolumba i innych konkwistadorów oraz te dokonane w późniejszych latach kolonii. Argumentowano, że rocznica ta nie może być nazywana „odkryciem” oraz że z perspektywy rdzennej ludności była raczej najazdem i początkiem wieków ucisku. Popularnym hasłem stało się 12 de octubre: nada que celebrar/ 12 de octubre: nada que festejar („12 października: nic do świętowania”). Latem 1990 roku 350 przedstawicieli grup rdzennych Amerykanów z całej półkuli zebrało się w Quito w Ekwadorze na pierwszym Międzykontynentalnym Zgromadzeniu Rdzennej Ludności Ameryk, aby zmobilizować się do działań przeciwko obchodom 500. rocznicy Dnia Kolumba.
W dniu pięćsetnej rocznicy na terenie obu Ameryk doszło do licznych protestów przeciwko obchodom, podczas części z nich dewastowano lub burzono pomniki Kolumba i innych konkwistadorów. Niektóre demonstracje zbiegły się bezpośrednio z obchodami pięćsetnej rocznicy organizowanymi przez władze. W Waszyngtonie oraz niektórych innych miastach odwołano parady z okazji Dnia Kolumba, ponieważ rdzenni Amerykanie i ich zwolennicy zagrozili, że zakłócą obchody. Manifestacje oraz niszczenie pomników konkwistadorów zdarzają się w Amerykach na 12 października do dzisiaj.